# 크니도스 해전
크니도스 해전(Ναυμαχία της Κνίδου; 기원전 394년)은 코린토스 전쟁에서 스파르타 함대에 대항한 아테나이와 페르시아 제국 아케메네스 왕조의 합종 작전이다. 전 그리스 제독이었던 코논이 이끄는 아테나이-페르시아 연합 함대는 경험이 일천한 페이산드로스가 이끄는 스파르타 함대를 괴멸시켜 스타르타의 짧은 해군의 우월한 지위를 종식시켰다.
이 전투의 결과는 코린토스 전쟁에서 스파르타 헤게모니에 저항한 반 스파르타 연합의 사기를 올리는 중요한 결과를 가져왔다.

## 배경
기원전 394년, 스파르타의 공동통치자 아게실라오스 2세와 그가 이끄는 군대는 코린토스 전쟁을 돕기 위해 이오니아에서 그리스 본토로 소환되었다. 페이산드로스가 이끄는 함대도 크니도스의 항구에서 그리스로 귀환하기 시작했다.
연합함대 중 코논이 이끄는 아테나이의 함대와 페르시아 사트라프 파르나바조스가 이끄는 포키스 함대는 케르소네스에서 스파르타 반대 방향으로 항진했다. 이 함대는 크니도스 근처에서 조우했다. 이소크라테스에 의하면, 키프로스의 에우아고라스 왕은 크니도스 연안에서 벌어진 해전에서 가장 핵심적인 역할에 기여하였다.

## 전투
문헌에서는 전투 자체에 대해서는 자세하게 다루고 있지 않다. 스파르타 함대가 아테네 함대의 선발대를 조우하여 조우를 벌였으며, 어느 정도 성공적으로 교전에 임한 것처럼 보인다. 연후 페르시아 함대의 본대가 도착하여 스파르타와 전투에 돌입하여 그들의 배 중 많은 삼단노선을 해안으로 밀어내었다. 스파르타 인들은 엄청난 사상자를 기록하고 함대 전체를 상실했다. 또한 50척의 스파르타 삼단노선이 페르시아 제국에 나포되었다. 페이산드로스는 배를 방어하다가 전사했다.

## 결과 및 영향
이 전투로 해상 제국을 꿈꾸던 스파르타의 꿈을 좌절시켰다. 이후 스파르타는 다시는 바다에서의 주요한 군사적 노력을 기울이지 않았고, 몇 년 이내 아테네가 다시 그리스의 해상 강국으로서 그들의 지위를 회복하게 되었다.
그의 승리에 따라, 코논은 함대를 이끌고 아테네로 갔고, 그곳에서 펠로폰네소스 전쟁 말기에 피괴된 장성 재건을 감독했다. 파우사니아스에 따르면, 코논은 피레아스에 아프로디테(크도니스의 수호신이며, 포키아 인들의 주요 신) 신전을 세워 승리를 기념했다고 전한다.
스파르타를 물리친 페르시아는 이오니아와 에게해 일부의 지배권을 재확립했다. 기원전 387년 체결된 〈안탈키다스 평화조약〉은 공식적으로 페르시아에 대한 이 지역의 통제권을 인정시키는 것이었다. 이러한 그들의 지배는 약 50년 후 알렉산더 대왕의 등장 이전까지 지속된다.

## 참고 문헌
- 크세노폰, 《헬레니카》
- 디오도로스 시켈로스, 《비블리오테카 히스토리카》